# قضیه خوش‌ترتیبی
در ریاضیات قضیه خوش‌ترتیبی، قضیه‌ای است که می‌گوید هر مجموعه می‌تواند خوش‌ترتیب باشد. با اصل خوش‌ترتیبی فرق دارد ولی گاهی از آن به عنوان اصل خوش‌ترتیبی یاد شده‌است.
ارنست زرملو از اصل انتخاب استفاده کرد تا این قضیه را به عنوان یک اصل منطقی غیرقابل رد معرفی کرد که منجر به اثبات هم ارزی اصل انتخاب و قضیه خوش‌ترتیبی شد.
اثبات این قضیه یک رابطه خوش‌ترتیب و چگونگی آن را معرفی نمی‌کند تنها اثبات می‌کند که برای هر مجموعه، رابطه‌ای خوش ترتیب وجود دارد. در حالی که بسیاری از ریاضی‌دانان برای مجموعه‌ای چون اعداد حقیقی یک رابطه خوش‌ترتیب را غیرقابل تصور می‌دانند.